# کلوچ (استان اوپوله)
کلوچ (به لهستانی: Klucz) یک منطقهٔ مسکونی در لهستان است که در گمینا اویازد (استان اوپوله) واقع شده‌است. کلوچ ۱۹۰ نفر جمعیت دارد.